# Windows Movie Maker
 (août 2020).
Si vous disposez d'ouvrages ou d'articles de référence ou si vous connaissez des sites web de qualité traitant du thème abordé ici, merci de compléter l'article en donnant les références utiles à sa vérifiabilité et en les liant à la section « Notes et références ».
Ne doit pas être confondu avec Windows Live Movie Maker.
Chronologie des versions
Windows Live Movie Maker
Windows Movie Maker est un logiciel de montage vidéo fourni avec les systèmes d’exploitation Windows XP, Me et Vista. C'est un logiciel à vocation familiale adapté aux débutants. Le 10 janvier 2017, Microsoft remplace ce service par l'éditeur vidéo compris dans Windows 10.

## Histoire
Windows Movie Maker est créé à l’origine pour Windows Me en réponse au populaire iMovie d’Apple.
Début 2006, la version 2.1 sort, incluse dans Windows XP SP2. La version incluse dans Windows Vista est la dernière, Windows Movie Maker étant remplacé par Windows Live Movie Maker sous Windows 7 puis par Movie Maker sous Windows 8 .
En décembre 2008, le site Windows Live met en ligne Windows Live Movie Maker, qui incorpore plus ou moins les mêmes fonctionnalités que les versions de Movie Maker incluses dans Windows XP et Windows Vista. Ce nouveau logiciel, plus dynamique, propose des fonctionnalités différentes et évolue au fil des versions de la suite Windows Live.
Maintenant arrêté, d'autres logiciels crée par Microsoft de ce genre font l'apparition comme Clipchamp ou Photos.

## Caractéristiques
Windows Movie Maker est un logiciel de montage vidéo qui permet de créer des effets spéciaux et des transitions, d’ajouter des textes, des pistes son, timeline, Auto Movie et des captures sonores. Il permet aussi de couper les vidéos.

## Formats de fichiers
Windows Movie Maker supporte nativement les formats vidéo WMV, MPEG, MTS, AVI, DVR-MS et ASF. En ce qui concerne les formats audio, celui-ci supporte le WMA, MP3, WAV, MIDI, AIFF et AU.
Concernant l'enregistrement des montages réalisés, il ne propose que les formats WMV et DV-AVI (vidéo pour caméscopes numériques). Un projet peut être enregistré comme WLMP sous Windows Vista et supérieur et MSWMM sous Windows XP. Ces deux formats ne sont pas compatibles l'un avec l'autre.

## Création de vidéos
Windows Movie Maker permet d'importer des images et de la musique puis de les assembler en vidéos en appliquant des effets ou des transitions choisis parmi les quelques dizaines qui sont proposées. Il est possible d'ajouter des sous-titres ou une légende sur les images. En fin de montage, il reste à publier le film sur l'ordinateur ou en l'envoyant directement par courrier électronique. Il est impossible de graver un DVD et le programme présente des problèmes de compatibilité avec certains graveurs de CD. Il est cependant possible de graver sur un DVD après avoir enregistré le clip sur l'ordinateur en passant par un logiciel de gravure spécifique (de type néro). Les montages seront alors lisibles également sur un lecteur DVD de salon.
Cependant, Windows Movie Maker est inapte à gérer les rafales rapides ou les fichiers volumineux. Le programme est très souvent incapable de gérer ses propres fonctionnalités sur un ordinateur familial.
De plus, la version pour Windows XP n'est pas compatible avec les versions pour Windows Vista, Windows 7 et Windows 8.

## Effets et transitions
Windows Movie Maker permet d'ajouter de nombreux effets à la vidéo (sépia, noir et blanc, etc.). De plus, de nombreuses transitions vidéos sont applicables entre les différentes images : page, fondu, briser, tourner etc.